# Colli Berici Tai
Il Colli Berici Tai, già noto come Colli Berici Tocai Italico è un vino DOC italiano, la cui produzione è consentita in Veneto, nella provincia di Vicenza.

## Caratteristiche organolettiche
- colore: giallo paglierino.
- odore: delicatamente vinoso.
- sapore: asciutto, armonico, fresco di corpo.

## Produzione
Provincia, stagione, volume in ettolitri
- Vicenza  (1990/91)  2839,12
- Vicenza  (1991/92)  2353,6
- Vicenza  (1992/93)  3137,78
- Vicenza  (1993/94)  2095,36
- Vicenza  (1994/95)  3098,07
- Vicenza  (1995/96)  2642,75
- Vicenza  (1996/97)  3323,63